# Стерџис (Јужна Дакота)
Стерџис (енгл. Sturgis) град је у америчкој савезној држави Јужна Дакота.

## Демографија
По попису из 2010. године број становника је 6.627, што је 185 (2,9%) становника више него 2000. године.
| Група             | 2000.         | 2010.         |
| Белци             | 6.027 (93,6%) | 6.101 (92,1%) |
| Афроамериканци    | 13 (0,2%)     | 15 (0,2%)     |
| Азијати           | 20 (0,3%)     | 26 (0,4%)     |
| Хиспаноамериканци | 113 (1,8%)    | 175 (2,6%)    |
| Укупно            | 6.442         | 6.627         |